# Portugal i Eurovision Song Contest 2015
Portugal deltog i Eurovision Song Contest 2015 i Wien i Österrike.

## Uttagning
Landet valde sitt bidrag genom sin nationella uttagning Festival da Canção. Finalen hölls den 7 mars 2015 och vinnare blev Leonor Andrade med sin låt "Há um mar que nos separa".

## Vid Eurovision
Portugal deltog i den andra semifinalen den 21 maj. Där hade de startnummer 6. De lyckades dock inte ta sig vidare till finalen.